# Гаврус, Артур Юрьевич
Арту́р Ю́рьевич Га́врус (бел. Артур Юр'евіч Гаўрус; 3 января 1994, Гродно, Белоруссия) — белорусский хоккеист, левый и центральный нападающий. Мастер спорта Республики Беларусь международного класса (2015).

## Карьера
Воспитанник гродненского хоккея. Начал профессиональную карьеру в 2009 году, выступая за фарм-клуб белорусского «Немана». После сезона 2010/11 был выбран на драфте КХЛ подмосковным «Атлантом».
Сезон 2011/12 Гаврус провёл в Канаде, выступая за юниорскую команду «Оуэн-Саунд Аттак» из хоккейной лиги Онтарио. Сезон 2012/13 начал в составе «Немана», выступая в белорусской Экстралиге, однако в январе 2013 года вновь отправился в Оуэн-Саунд. 4 июля 2013 года подписал однолетний контракт с минским «Динамо». Был командирован в «Динамо-Молодечно» и «Динамо-Шинник».
В 2015 году став свободным агентом, отправился играть за финский «Ваасан Спорт». В этом же году вернулся в минское «Динамо», где отыграл несколько сезонов. Был командирован в фарм-клуб минчан «Динамо-Молодечно». В 2019 году его контракт не был продлён.
В сезоне 2019/2020 был приглашён Эдуардом Занковцом в «Динамо» СПб в ВХЛ. Там стал лучшим бомбардиром и ассистентом команды, а также вошёл топ-10 лучших игроков ВХЛ за всё время. В августе 2020 года подписал контракт на новый сезон. В мае 2021 года покинул клуб в связи с истечением контракта.
С мая 2021 по ноябрь 2023 года являлся игроком жлобинского «Металлурга».
В декабре 2023 года заключил контракт с хоккейным клубом «Брест». В сезоне-2023/24 в составе клуба завоевал серебряные медали Экстралиги. По окончании сезона расстался с командой, после чего в течение года пребывал без клуба. В июле 2025 года приехал на просмотр в солигорский «Шахтер», который незадолго до того возглавил Павел Перепехин.

### Международная
В составе сборной Белоруссии Гаврус принимал участие в юниорском чемпионате мира (U-18) в дивизионе I 2011 года, на котором он набрал 10 (6+4) очков в 5 матчах. На взрослом уровне Артур выступил на чемпионате мира 2013 года, где белорусы заняли лишь 14 место, а Гаврус не набрал ни одного очка в 3 проведённых матчах. На чемпионате мира 2015 года в Праге сыграл 8 матчей, в которых набрал 5 (2+3) очков.
До этого он составе белорусской сборной он принимал участие в молодёжном чемпионате мира 2013 года (первый дивизион) и молодёжном чемпионате мира 2014 года (первый дивизион), где становился оба раза лучшим бомбардиром.

### Статистика КХЛ
В сезоне 2013/2014 провел 30 матчей, в которых заработал 4 (1+3) очка при показателе полезности «-11». В сезоне 2014/2015 провёл 36 матчей и заработал 9 (5+4) очка при показателе полезности «-7».